# Rick Astley
Richard Paul Astley, známý pouze jako Rick Astley, (* 6. února 1966 Newton-le-Willows, Lancashire) je britský zpěvák, textař a hudebník. Dohromady prodal celosvětově více než 40 miliónů alb. Je znám díky „kultovnímu“ memu a dance-popovému hitu „Never Gonna Give You Up“, který obsadil většinu příček #1 ve světě včetně Británie, USA a dal vzniknout 4chanové zábavě pod názvem Rickroll, která spočívá v odkazování na stránku s tímto videem. Astley byl díky připomenutí jmenován jako „nejlepší umělec vůbec“ na MTV Europe Music Awards 2008. Je držitelem rekordu svými osmi prvními singly v britské Top 10. V roce 2020 byl sám rickrollnut uživatelem Redditu u/theMalleableDuck.
V roce 1985 začal v soulové hudební skupině s názvem „FBI“, až do doby co si ho všiml hudební producent Pete Waterman. Dal se tedy dohromady s dance-popovým triem Stock, Aitken & Waterman a později nahrál své nejznámější písně jako „Together Forever“, coververzi „When I Fall in Love“ od Nat King Coleho a „Never Gonna Give You Up“, která má na YouTube přes 1 miliardu zhlédnutí.
Je ženatý s producentkou Lene Bausagerovou, se kterou mají jedno dítě, dceru Emilii.

## Diskografie

### Studiová alba
- 1987 – Whenever You Need Somebody
- 1988 – Hold Me in Your Arms
- 1991 – Free
- 1993 – Body & Soul
- 2002 – Keep It Turned On
- 2005 – Portrait
- 2016 – 50
- 2018 – Beautiful Life[2]
- 2023 – Are We There Yet?[3]

### Best-of alba
- 1990 – Dance Mixes
- 2001 – Together Forever – Greatest Hits and More...
- 2002 – Greatest Hits
- 2003 – Greatest Hits
- 2003 – Best of Rick Astley
- 2004 – Love Songs
- 2004 – Platinum & Gold Collection – Rick Astley